# Preußenstadion
Le Preußenstadion (également Stadion an der Hammer Straße) est un stade de football situé à Münster dans le Land du Rhénanie-du-Nord-Westphalie en Allemagne.
Sa capacité est de 14 300 places dont environ 2 973 places assises.

## Histoire
Le stade est ouvert en 1926, il est équipé d'une piste d'athlétisme autour du terrain de football. Le club SC Preußen Münster s'y installe dès son ouverture et donnera son nom au stade. Au début, le stade pouvait contenir 40 000 personnes, ce record de spectateurs est établi le 3 juin 1951 lors d'une rencontre contre le 1. FC Nuremberg (6-4), c'est l'année où le club local termine vice-champion d'Allemagne.
Pour des raisons de sécurité, la capacité du stade diminuera suivant les aménagements, 28 000 places jusqu'en 1989, 21 700 places jusqu'en 1991, 15 000 places jusqu'en 2014, jusqu'à atteindre 14 300 places actuellement, toutefois pour des rencontres importantes la capacité admise peut passer à 18 500 places après dérogation.
Depuis 2008, des travaux de rénovation sont en cours. En 2009, est inaugurée la nouvelle tribune principale remplaçant celle qui avait été reconstruite en 1946 après les endommagements de la Seconde Guerre mondiale. Après les travaux sur l'éclairage, puis le chauffage de la pelouse, en 2021 la tribune Ouest est démolie. L'objectif final est de réaliser un stade uniquement consacré au football avec 20 000 places entièrement couvertes et disponible pour la saison 2027-2028.